# Shinji Takeda
Shinji Takeda (jap. 武田 真治, Takeda Shinji; * 18. Dezember 1972 in Sapporo, Hokkaidō, Japan) ist ein japanischer Schauspieler und Jazz-Musiker.

## Filmografie
- 1992: Shichi-nin no otaku: cult seven
- 1994: Hero Interview
- 1994: Ai No Shinsekai (Nightlife in Tokyo oder Tokyo Decadence 2)
- 1995: Naito heddo
- 1995: Dai shitsuren
- 1998: Tokyo Eyes
- 1999: Ōinaru gen'ei
- 1999: Tabu (Gohatto )
- 2000: Yonimo kimyō na monogatari - Eiga no tokubetsu hen (Episode „Chess“)
- 2001: Kairo
- 2001: Hotoke
- 2001: Katakuri-ke no kōfuku
- 2003: Gei wo yi zhi mao
- 2003: Seventh Anniversary
- 2004: Cha no aji
- 2006: LoveDeath
- 2006: Kiraware Matsuko no isshō
- 2007: Kanfū-kun
- 2007: Kayōkyoku dayo jinsei wa
- 2007: Koneko no namida
- 2008: GS wandārando
- 2009: Kyō kara hittoman
- 2010: Rosuto kuraimu: Senkō
- 2010: Incite Mill - Jeder ist sich selbst der Nächste (Inshite miru: 7-kakan no desu gêmu)
- 2010: Dakara oretachi wa, Asa wo matteita

## Video-Produktionen
- 1992: Oira sukeban: Kessen! Pansu-tō
- 2005: Yasha-ga-ike
- 2006: Cherry Girl

## Sprechrollen
- 2000: Amon: Devilman mokushiroku .... Akira Fudou / Devilman
- 2003: Tamala 2010: A Punk Cat in Space .... Michelangelo
- 2005: Sakigake!! Kuromati Kôkô: The Movie .... Shin'ichi Mechazawa

## TV-Serien/Produktionen/Gast-Auftritte
- 1992: Night Head (Fuji TV, 21 Folgen)
- 1992: Hōkago (放課後) (Fuji TV, 5 Folgen)
- 1993: Chance (チャンス) (Fuji TV, 12 Folgen)
- 1993: Jyajya uma narashi (じゃじゃ馬ならし) (Fuji TV, 12 Folgen)
- 1994: Minami-kun no koibito (南くんの恋人)(TV Asahi, 10 Episoden)
- 1994: Jū nana sai (Fuji TV, 12 Folgen)
- 1994: Wakamono no subete (若者のすべて)(Fuji TV, 10 Folgen)
- 1995: Bokura ni ai wo! (僕らに愛を！)(Fuji TV, 11 Folgen)
- 1995: Umi ga kikoeru (海がきこえる )(TV Asahi,1 Folge)
- 1996: Konna watashi ni dare ga shita (こんな私に誰がした)(Fuji TV, 10 Folgen)
- 1996: Mecha mecha iketeru!
- 1997: Yonimo kimyō na monogatari: '97 haru no tokubetsu hen (TV) .... (Abschnitt „Kanzen chiryō hō“)
- 1997: Kimi no te ga sasayaite iru 1 (君の手がささやいている)(TV Asahi)
- 1997: Face (フェイス) (Fuji TV, 12 Folgen)
- 1998: Kimi no te ga sasayaite iru 2 (TV Asahi)
- 1998: Love Again (ラブ・アゲイン)(TBS, 9 Folgen)
- 1999: Kimi no te ga sasayaite iru 3 (TV Asahi)
- 2000: Kimi no te ga sasayaite iru 4 (TV Asahi)
- 2001: Kimi no te ga sasayaite iru 5 (TV Asahi)
- 2002: Shiritsu tantei Hama Mike (私立探偵濱マイク) (NTV, 12 Folgen)
- 2003: Korogashi Ogin (転がしお銀～父娘（おやこ）あだ討ち江戸日記～)
- 2003: Top Runner - Ryuhei Kitamura
- 2004: Suna no utsuwa (砂の器) (TBS, 11 Folgen)
- 2004: Hikari to tomo ni... ~Jiheishou-ji wo kakaete~ (光とともに... 〜自閉症児を抱えて〜) (NTV, Folgen 10–11)
- 2004: Top Runner - Isao Yukisada
- 2005: Top Runner - Satoshi Kon
- 2005: Fukigen na Gene (不機嫌なジーン) (Fuji TV, Folge 1)
- 2005: Honto ni atta kowai hanashi (ほんとにあった怖い話) (Fuji TV, 1 Folge)
- 2005: Rikon Bengoshi 2 (離婚弁護士ＩＩ　～ハンサム ウーnマン～) (Fuji TV, Folgen 10–11)
- 2006: Hyōheki (氷壁) (NHK, 6 Folgen)
- 2006: Kami wa Saikoro wo furanai (神はサイコロを振らない) (NTV,9 Folgen)
- 2007: Hotaru no hikari (ホタルノヒカリ) (NTV, 10 Folgen)
- 2008: Mirai kōshi Meguru (未来講師めぐる) (TV Asahi, 10 Folgen)
- 2009: 0 Goshitsu no Kyaku (0号室の客) (Fuji TV, 4 Folgen)
- 2010: Waga ie no rekishi (わが家の歴史) (Fuji TV, 3 Folgen)
- 2012: Ren'ai kentei (1 Folge)
- 2012: Kazoku no uta (家族のうた)

## Diskografie (Auszug)
- 1995: S
- 1996: OK!

## Einzelne Titel der Musikalben
| Album S                    | Album OK!                             |
| -------------------------- | ------------------------------------- |
| 01. Blow Up                | 01. SPEED                             |
| 02. FROGGY!                | 02. GYPPER                            |
| 03. YOU AND ME MAKE LOVE   | 03. JOY                               |
| 04. FAT RAT STRUT          | 04. Sweet Love                        |
| 05. 恋をしようよ           | 05. Heaven's Gate                     |
| 06. MOTOR WAY              | 06. Jelly Roll                        |
| 07. scene#37               | 07. I don't want to dance without you |
| 08. TETROMECCA             | 08. SUNSHINE DAY                      |
| 09. FREE YOUR SOUL         | 09. OK!                               |
| 10. サファイアを手に入れろ |                                       |
| 11. バハマの二人           |                                       |

## Ehrungen und Auszeichnungen
- 2000: Blue Ribbon Award für den besten Nebendarsteller – Tabu